# Прокшениці
Прокшениці (рос. Прокшеницы) — присілок у Волховському районі Ленінградської області Російської Федерації.
Населення становить 9 осіб. Належить до муніципального утворення Хваловське сільське поселення.

## Історія
Згідно із законом № 56-оз від 6 вересня 2004 року належить до муніципального утворення Хваловське сільське поселення.

## Населення
| 1910 | 1997 | 2007 | 2010 | 2017 |
| ---- | ---- | ---- | ---- | ---- |
| 310  | ↘11  | →11  | ↗22  | ↘9   |